# منتخب لبنان لكأس فيد
منتخب لبنان لكأس فيد هو ممثل لبنان الرسمي في كرة المضرب في كأس فيد
.